# San Antonio de Flores
San Antonio de Flores é uma cidade hondurenha do departamento de Choluteca.